# Дарозет (Тексас)
Дарозет (енгл. Darrouzett) град је у америчкој савезној држави Тексас. По попису становништва из 2010. у њему је живело 350 становника.

## Демографија
Према попису становништва из 2010. у граду је живело 350 становника, што је 47 (15,5%) становника више него 2000. године.
| Група             | 2000.       | 2010.       |
| Белци             | 272 (89,8%) | 282 (80,6%) |
| Афроамериканци    | 2 (0,7%)    | 0 (0,0%)    |
| Азијати           | 0 (0,0%)    | 0 (0,0%)    |
| Хиспаноамериканци | 28 (9,2%)   | 58 (16,6%)  |
| Укупно            | 303         | 350         |